# Cresera intermedia
Cresera intermedia är en fjärilsart som beskrevs av Rothschild 1922. Cresera intermedia ingår i släktet Cresera och familjen björnspinnare. Inga underarter finns listade i Catalogue of Life.